# Wih Nongkal Toa
Wih Nongkal Toa is een bestuurslaag in het regentschap Aceh Tengah van de provincie Atjeh, Indonesië. Wih Nongkal Toa telt 302 inwoners (volkstelling 2010).